# Sevenia morantii
Sevenia morantii là một loài bướm ngày thuộc họ Nymphalidae được tìm thấy ở miền nam Africa.
Wingspan: 40–45 mm đối với con đực và 43–50 mm đối với con cái.
Mùa bay quanh năm nhưng chủ yếu từ tháng 12 và tháng 5.